# 石橋康哉
石橋 康哉（いしばし やすや、1956年4月5日 - ）は日本の実業家。兵庫県出身。クラシエホールディングス代表取締役社長。

## 人物
兵庫県立姫路東高等学校を経て、1980年に武蔵大学経済学部卒業。その後、カネボウ化粧品神戸販売に入社、カネボウ人事グループ統括マネージャー兼人事企画グループ部長、取締役人事室長などを歴任し、副社長執行役員を務めてきた。